# Лист, Пейтон
Пе́йтон Лист (англ. Peyton List; род. 8 августа 1986, Бостон) — американская телевизионная актриса и модель.

## Жизнь и карьера
Пейтон Лист родилась в Балтиморе, штат Мэриленд. В восьмилетнем возрасте начала карьеру модели, впоследствии появлялась на обложках нескольких журналов для подростков. Посещала Школу американского балета в Нью-Йорке.
В период между 2001 и 2005 годами она играла роль Люси Монтгомери в дневной мыльной опере «Как вращается мир», а в перерывах между съёмками дебютировала в прайм-тайм, с эпизодической роли в сериале «Закон и порядок: Специальный корпус». В 2005 году она номинировалась на премию «Дайджест мыльных опер» за свою работу в сериале «Как вращается мир».
Лист имела роли в телесериалах «Внезапная удача» (2006), «Мужчины в большом городе» (2007) и «Вспомни, что будет» (2009—2010), каждый из которых был закрыт после одного сезона. С 2008 по 2013 год Лист периодически появлялась в роли Джейн Стерлинг в сериале «Безумцы», а в дополнение к этому в 2012 году имела второстепенную роль в сериале «90210: Новое поколение».
В 2013 году Лист получила главную женскую роль в сериале «Люди будущего», также закрытом после одного сезона. В 2016 году она взяла на себя ведущую роль в сериале «Радиоволна». В 2018 году стало известно, что Пейтон сыграет роль Айви Пеппер в шоу «Готэм», основанном на комиксах о Бэтмене.

## Фильмография

### Кино
| Год  | Название на русском | Название на английском        | Роль                         | Примечания |
| ---- | ------------------- | ----------------------------- | ---------------------------- | ---------- |
| 2005 | Триумф              | The Greatest Game Ever Played | Сара Уоллис                  |            |
| 2008 | Шатл                | Shuttle                       | Мэл                          |            |
| 2008 | Покорители вершин   | Deep Winter                   | Элайза Райдер                |            |
| 2011 | Низкая точность     | Low Fidelity                  | Джорджия                     |            |
| 2012 | Абсолютное зло      | Meeting Evil                  | Тэмми Стрейт                 |            |
| 2014 | Сердце вдребезги    | Playing It Cool               | горячая девчонка             |            |
| 2019 | Бэтмен: Тихо!       | Batman: Hush                  | Памела Айсли / Ядовитый Плющ | Голос      |
| 2023 | Рождение легенд     | Spinning Gold                 | Нэнси Вайс-Рейнгольд         |            |

### Телевидение
| Год        | Название на русском                 | Название на английском            | Роль                         | Примечания                                                                     |
| ---------- | ----------------------------------- | --------------------------------- | ---------------------------- | ------------------------------------------------------------------------------ |
| 2000       | Секс в большом городе               | Sex and the City                  | девушка-блондинка #1         | Эпизод: "Hot Child in the City"                                                |
| 2001, 2003 | Закон и порядок: Специальный корпус | Law & Order: Special Victims Unit | Пэтси / Хлои Даттон          | Эпизоды: "Pixies", "Soulless"                                                  |
| 2001—2005  | Как вращается мир                   | As the World Turns                | Люси Монтгомери              | Регулярная роль Номинация — Дайджест мыльных опер за любимую новую пару (2005) |
| 2005, 2010 | Тайны Смолвиля                      | Smallville                        | Люси Лейн                    | 2 эпизода                                                                      |
| 2005       |                                     | Just Legal                        | Пэрадайз Колвин              | Эпизод: "Pilot"                                                                |
| 2005       | Без следа                           | Without a Trace                   | Дина Кингстон                | Эпизод: "From the Ashes"                                                       |
| 2005       | C.S.I.: Место преступления Майами   | CSI: Miami                        | Алекса Эндекотт              | Эпизод: "Felony Flight"                                                        |
| 2005       | C.S.I.: Место преступления Нью-Йорк | CSI: NY                           | Алекса Эндекотт              | Эпизод: "Manhattan Manhunt"                                                    |
| 2006       | Холм одного дерева                  | One Tree Hill                     | Соларис                      | Эпизод: "All Tomorrow's Parties"                                               |
| 2006       | Внезапная удача                     | Windfall                          | Тэлли Рейда                  | Главная роль                                                                   |
| 2006       | Новый день                          | Day Break                         | Ава                          | 3 эпизода                                                                      |
| 2007—2008  | Мужчины в большом городе            | Big Shots                         | Кэмерон Коллинсворт          | Главная роль                                                                   |
| 2008—2013  | Безумцы                             | Mad Men                           | Джейн Сигел                  | Повторяющаяся роль, 15 эпизодов                                                |
| 2008       | Лунный свет                         | Moonlight                         | Тирни тейлор                 | Эпизод: "Click"                                                                |
| 2008       | Говорящая с призраками              | Ghost Whisperer                   | Лорелей / Джорджия Кент      | Эпизод: "Save Our Souls"                                                       |
| 2008       | C.S.I.: Место преступления          | CSI: Crime Scene Investigation    | Мишель Турне                 | Эпизод: "Leave Out All the Rest"                                               |
| 2009       | Детектив Монк                       | Monk                              | Таня Адамс                   | Эпизод: "Mr. Monk and the Magician"                                            |
| 2009—2010  | Вспомни, что будет                  | FlashForward                      | Николь Кирби                 | Главная роль                                                                   |
| 2010       | Гавайи 5.0                          | Hawaii Five-0                     | Эрика Харрис                 | Эпизод: "Palekeiko"                                                            |
| 2011       | Ангелы Чарли                        | Charlie's Angels                  | Зои Синклер / Освальд        | Эпизод: "Black Hat Angels"                                                     |
| 2012       | 90210: Новое поколение              | 90210                             | Линдси Беквит                | 4 эпизода                                                                      |
| 2013—2014  | Люди будущего                       | The Tomorrow People               | Кара Кобёрн                  | Главная роль                                                                   |
| 2015       | Флэш                                | The Flash                         | Лиза Снарт / Золотой Глайдер | 3 эпизода                                                                      |
| 2015       | Кровь и нефть                       | Blood & Oil                       | Эмма Ландергрен              | Повторяющаяся роль, 6 эпизодов                                                 |
| 2016—2017  | Радиоволна                          | Frequency                         | Рэйми Салливан               | Главная роль                                                                   |
| 2017       | Закон и порядок: Специальный корпус | Law & Order: Special Victims Unit | Марджери Эванс               | Эпизод: "The Newsroom"                                                         |
| 2018—2019  | Готэм                               | Gotham                            | Айви Пеппер / Ядовитый Плющ  | Повторяющаяся роль (сезоны 4—5)                                                |
| 2018       | Колония                             | Colony                            | Эми Леонард                  | Второстепенная роль                                                            |
| 2020       | Зачарованные                        | Charmed                           | Надия                        | Эпизод: "Curse Words"                                                          |
| 2020       | Звёздный путь: Пикар                | Star Trek: Picard                 | лейтенант Нарисса Риццо      | Эпизоды: "Maps and Legends", "Dance Like No One Is Witching"                   |